# Публий Вилий Тапул
Публий Вилий Тапул (на латински: Publius Villius Tappulus) e политик на Римската република.

## Политическа кариера
Той е плебейски едил през 204 пр.н.е. Следващите две години е претор и пропретор в Сицилия. През 201 пр.н.е. той е като децемвир agris assignandis за разпределение на земята в Самниум и Апулия.
През 199 пр.н.е. Вилий е избран за консул заедно с Луций Корнелий Лентул и отива в Македония, където поема командването от Публий Сулпиций Галба Максим, пред по-големи битки е сменян от Тит Квинкций Фламинин. През 197 пр.н.е. той служи на гръцкото военно поле като легат. През 196 пр.н.е. е пратеник при мирните преговори с Филип V и при преговорите с Антиох III.
През 193 пр.н.е. Вилий е отново пратеник в селевкидското царство при Антиох. Следващата година е в Гърция.